# شهودگرایی اخلاقی
شهودگرایی اخلاقی دیدگاه یا خانواده‌ای از دیدگاه‌ها در معرفت‌شناسی اخلاقی (و در برخی از تعاریف، متافیزیک) است. شهودگرایی اخلاقی اصطلاح مبناگرایی است که برای دانش اخلاقی به کار می‌رود و بیان دارد که برخی از حقایق اخلاقی را می‌توان به صورت غیراستباطی شناخت (یعنی بدون نیاز به استنباط آنها از سایر حقایق مورد باور شخص). چنین دیدگاه معرفتی بنا به تعریف متعهد به وجود معرفت به حقایق اخلاقی است؛ بنابراین، شهودگرایی اخلاقی اشاره به شناخت‌گرایی دارد.
به عنوان یک موضع مبناگرای معرفت‌شناختانه، شهودگرایی اخلاقی در تضاد با مواضع منسجم‌گرایانه در معرفت‌شناسی اخلاقی است، مانند آن‌هایی که به تعادل تأملی وابسته هستند.
علیرغم نام «شهودگرایی اخلاقی»، شهودگرایان اخلاقی نیازی ندارند (اگرچه اغلب قبول دارند) که شهودهای ارزشی (یا وجود مسلمهای ارزشی) شالوده دانش اخلاقی را تشکیل می‌دهند. تعهد متداول شهود گرایان اخلاقی، مبنی بر غیراستنباطی بودن دانش اخلاقی است، صرف نظر از این که آیا چنین مبنای غیراستنباطی شامل شهودها می‌شود یا خیر.
در سراسر ادبیات فلسفی، اصطلاح «شهودگرایی اخلاقی» به‌طور مکرر با تنوع قابل توجهی در معنای آن استفاده می‌شود.

با تعریف گسترده کافی، شهودگرایی اخلاقی را می‌توان دربرگیرنده اشکال شناخت گرایانه نظریه حس اخلاقی دانست. علاوه بر این، معمولاً برای شهودگرایی اخلاقی ضروری تلقی می‌شود که دانش اخلاقی به صورت بدیهی یا پیشینی وجود داشته باشد. این امر مخالف در نظر گرفتن نظریه حس اخلاقی به عنوان گونه ای از شهودگرایی است.

### فیلسوفانی غربی که معمولاً به عنوان شهودگرا شناخته می‌شوند
- ساموئل کلارک
- ریچارد پرایس
- فرانسیس هاچسون
- ویلیام ویول
- هنری سیدگویک
- جی. ای. مور
- مایکل هیمر
- هارولد آرتور پریچارد
- W.D. راس
- رابرت آئودی
- سی. اس. لوئیس [نیازمند منبع]
- فرانسیس پاور کاب